# Goranlı
Goranlı è un comune dell'Azerbaigian situato nel distretto di Goranboy. Conta una popolazione di 553 abitanti.